# Sârbi (okręg Bacău)
Sârbi – wieś w Rumunii, w okręgu Bacău, w gminie Podu Turcului. W 2011 roku liczyła 475 mieszkańców.